# ピエトロ・ファンナ
ピエトロ・ファンナ（Pietro Fanna, 1958年6月23日 - ）は、イタリア・グリマッコ出身の元サッカー選手。ポジションは攻撃的MF、もしくはウイング。ユヴェントスで3回、エラス・ヴェローナ、インテルでそれぞれ1回、セリエA通算5回の優勝経験した。

## 経歴
ウディネーゼのユースチームを経て、セリエBのアタランタでプロデビューし、2シーズンプレーした。1977年にユヴェントスへとステップアップ移籍した。ユヴェントスでの5シーズンで3度リーグ優勝を経験した。
その後、エラス・ヴェローナに移籍し、1984-85シーズンにチーム史上初のセリエA制覇に貢献した。1985年からインテルでプレーし、インテルでもリーグ優勝を果たした。インテルには4シーズン在籍、3シーズンはほぼレギュラーを務め、チームの殿堂にも選出されている。
イタリアU-21代表として、1978年ト1980年のUEFA U-21欧州選手権に出場、1984年にはロサンゼルスオリンピックに出場し、2ゴールを挙げ、4位に入賞した。1983年にイタリア代表デビューし、1985年までの間に14試合でプレーした。

## タイトル
ユヴェントス
- セリエA : : 1977–78, 1980–81, 1981–82
- コッパ・イタリア : 1978-79

ヴェローナ
- セリエA : 1984-85

インテル
- セリエA : 1988-89